# 김해고용센터
김해고용센터는 구직자들의 구직활동을 도와주기 위해 실업급여 지급과 함께 구인·구직정보 및 상담프로그램 제공, 동행면접, 직업훈련 기회 제공 등을 통해 조속한 취업을 지원하는 대한민국 고용노동부 부산지방고용노동청 소속기관으로 센터소장은 대개 서기관(4∼5급)으로 보한다. 경상남도 김해시 호계로 441번지에 위치하고 있는 지하 2층, 지상 6층, 연면적 5천133m2의 건물이고 김해시 부원동 김해상공회의소 2층 400여m2에서 이전하였다.

## 기업체 수
- 2012년 김해 기준 6700 개의 중소기업[4]에 종사자 수 7만여 명이 있음.

## 관할 구역
- 김해시
- 밀양시

## 조직

### 김해고용센터 소장
| 연도   | 이름   | 비고 |
| ------ | ------ | ---- |
| 2007년 | 윤우기 |      |
| 2013년 | 최삼흠 |      |

- 기획총괄과
- 취업지원과